# Rhyncholagena josaphatis
Rhyncholagena josaphatis är en kräftdjursart som beskrevs av Por 1967. Rhyncholagena josaphatis ingår i släktet Rhyncholagena och familjen Diosaccidae. Inga underarter finns listade i Catalogue of Life.